# Редит
Редит (на английски: Reddit, произнася се рѐдит) е социален агрегатор на новини (SNA) и социално-медийна онлайн платформа, изградена от отделни общности, наречени „subreddits“ (произнася се събредитс), чиито потребители могат да споделят снимки, изображения, видео, линкове и текстове по определена тема, да участват в дискусии и да гласуват за публикуваното съдържание. Насочеността и правилата на поведение във всяка общност в „Редит“ се определят от нейните потребители, а някои от тях участват и в прилагането им в качеството на модератори на съдържанието. „Редит“ поддържа прогресивно уеб приложение (PWA) и има мобилни версии за iOS и Android.

## История
Стив Хъфман и Алексис Оханян, по това време състуденти в Университета на Вирджиния (UVA), основават „Редит“ през 2005 г. заедно с 19-годишния Еърън Суорц с идеята да оставят общността да решава кои „постове“ са важни и интересни и кои – не, като им позволяват да гласуват и да споделят свои линкове и информация, като крайният резултат да е най-добрите да са най-отгоре на страницата. През 2006 г. продават сайта на Condé Nast – издателят на New Yorker и Wired, а през 2009 г. напускат Reddit. Завръщат се 5 години по-късно – Оханян става изпълнителен председател, а няколко месеца по-късно Хъфман заема поста главен изпълнителен директор на компанията.
Създателите на сайта обясняват названието „Редит“ с игра на думи на английски: „I read it on Reddit“ („Прочетох го в Редит“).
На 18 юни 2008 г. „Редит“ става open-source проект с изключение на кода, отговорен за антиспама.
Към януари 2022 г. „Редит“ има около 430 млн. активни месечни потребители (MAU) и по този показател се нарежда сред 20-те най-популярни социални мрежи (в т.ч. приложения за чат) в света.

## Социални експерименти
„Редит“ отбелязва Деня на шегата с масови социални експерименти с различен дизайн, в които са въвлечени десетки хиляди потребители на платформата.
Пример за такъв социален експеримент е Place, представен за пръв път на първи април 2017 г. и повторно пет години по-късно – за периода 1 – 4 април 2022 г. Place (от английски език: място – същ. име, поставям – глагол, слагам – глагол, и други значения) представлява интерактивно платно, разположено в отделен събредит – r/place, което регистрираните потребители могат да редактират, като добавят пиксели в един от 16-те цветови нюанса на палитрата, с чиято помощ могат да участват в създаването на двуизмерни цветни изображения. Поставянето на пиксел активира хронометър от 5 минути, през които същият потребител не може да поставя други пиксели. През 2022 г. броят на потребителите на r/place надхвърля 1,1 млн., а съдържанието, което включва и коментари на потребителите, се модерира от 10 души. Идеята за Place е на Джош Уордъл – създателят на популярната пъзел игра с думи Wordle.
Обявявайки завръщането на r/Place през 2022 г., изпълнителният вицепрезидент на „Редит“ Алекс Ли, отговарящ за стратегията и специалните проекти на платформата, споделя в блог публикация, че Place има за цел да демонстрира „магията на онлайн общностите, общуването и сътрудничеството“.
За 83-те часа, през които съществува, в платното на r/Place 2022 са вложени над 160 милиона плочки (пиксели), поставени от общо над 10,4 милиона потребители от 236 държави и територии; над 10,4 млн. са и среднодневно активните потребители през тези четири дни, а в пика на активността максималната скорост достига над 5,9 милиона плочки/час. За периода на съществуване на платното r/place генерира общо над 943 милиона прегледа, или 4 милиарда човекоминути. Според данните на „Редит“, достъпът до които е отворен, десетте държави с най-голяма активност, определена на базата на броя на потребителите, поставили пиксели, са САЩ, Турция, Франция, Обединеното кралство, Канада, Германия, Испания, Мексико, Австралия и Индия. В процеса на създаване на платното модератори са следили за неподходящо съдържание и са го премахвали.